# بوريسلاف أباديجيف
بوريسلاف أباديجيف (مواليد 14 أكتوبر 1963) هو ملاكم بلغاري، مثّل بلاده في الألعاب الأولمبية الصيفية 1988.

## روابط خارجية
بوريسلاف أباديجيف على موقع بوكس ريك (الإنجليزية) (registration required)
- بوريسلاف أباديجيف على موقع أوليمبيديا (الإنجليزية)